# کاراگای-یورت
کاراگای-یورت (انگلیسی: Karagay-Yurt) یک شهرک در شهرستان بلورتسکی باشقیرستان کشور روسیه است.